# العلاقات السنغالية البوروندية
العلاقات السنغالية البوروندية هي العلاقات الثنائية التي تجمع بين السنغال وبوروندي.

## مقارنة بين البلدين
هذه مقارنة عامة ومرجعية للدولتين:
| وجه المقارنة                                              | السنغال                                              | بوروندي                                    |
| --------------------------------------------------------- | ---------------------------------------------------- | ------------------------------------------ |
| المساحة (كم2)                                             | 196.72 ألف                                           | 27.83 ألف                                  |
| عدد السكان (نسمة)                                         | 15.85 مليون                                          | 10.86 مليون                                |
| الكثافة السكانية (ن./كم²)                                 | 80.57                                                | 390.23                                     |
| العاصمة                                                   | داكار                                                | بوجومبورا، جيتيغا                          |
| اللغة الرسمية                                             | لغة فرنسية، اللغة الولوفية، باديارا ‏، اللغة البلنتية | اللغة الكيروندية، لغة فرنسية، لغة إنجليزية |
| العملة                                                    | فرنك غرب أفريقي                                      | فرنك بوروندي                               |
| الناتج المحلي الإجمالي (بليون دولار)                      | 16.37 مليار                                          | 3.48 مليار                                 |
| الناتج المحلي الإجمالي (تعادل القوة الشرائية) بليون دولار | 36.62 مليار                                          | 8.13 مليار                                 |
| الناتج المحلي الإجمالي الاسمي للفرد دولار أمريكي          | 899                                                  | 277                                        |
| الناتج المحلي الإجمالي للفرد دولار أمريكي                 | 2.33 ألف                                             | 77                                         |
| مؤشر التنمية البشرية                                      | 0.466                                                | 0.400                                      |
| رمز المكالمات الدولي                                      | +221                                                 | +257                                       |
| رمز الإنترنت                                              | .sn                                                  | .bi                                        |
| المنطقة الزمنية                                           | 00                                                   | ت ع م+02:00                                |

## منظمات دولية مشتركة
يشترك البلدان في عضوية مجموعة من المنظمات الدولية، منها:
| علم المنظمة | اسم المنظمة                                                | تاريخ انضمام السنغال | تاريخ انضمام بوروندي |
| ----------- | ---------------------------------------------------------- | -------------------- | -------------------- |
|             | وكالة ضمان الاستثمار متعدد الأطراف                         | 12 أبريل 1988        | 10 مارس 1998         |
|             | الأمم المتحدة                                              | 28 سبتمبر 1960       | 18 سبتمبر 1962       |
|             | العملية المشتركة للاتحاد الأفريقي والأمم المتحدة في دارفور | ?                    | ?                    |
|             | منظمة حظر الأسلحة الكيميائية                               | ?                    | ?                    |
|             | منظمة التجارة العالمية                                     | ?                    | 23 يوليو 1995        |
|             | منظمة الشرطة الجنائية الدولية                              | ?                    | ?                    |
|             | الاتحاد الأفريقي                                           | ?                    | 25 مايو 1963         |
|             | البنك الإفريقي للتنمية                                     | ?                    | ?                    |
|             | مؤسسة التنمية الدولية                                      | 31 أغسطس 1962        | 28 سبتمبر 1963       |
|             | يونسكو                                                     | 10 نوفمبر 1960       | 16 نوفمبر 1962       |
|             | مجموعة دول أفريقيا والكاريبي والمحيط الهادئ                | ?                    | ?                    |
|             | الاتحاد البريدي العالمي                                    | ?                    | ?                    |
|             | البنك الدولي للإنشاء والتعمير                              | 31 أغسطس 1962        | 28 سبتمبر 1963       |
|             | أفريستات ‏                                                  | 21 سبتمبر 1993       | 2006                 |
|             | الاتحاد الدولي للاتصالات                                   | 15 نوفمبر 1960       | 16 فبراير 1963       |
|             | مؤسسة التمويل الدولية                                      | 31 أغسطس 1962        | 28 نوفمبر 1979       |
|             | المركز الدولي لتسوية المنازعات الاستشارية                  | 21 مايو 1967         | 5 ديسمبر 1969        |

## وصلات خارجية
- موقع وزارة الخارجية السنغالية